# Alberto Jacometti
Alberto Jacometti (San Pietro Mosezzo, 10 marzo 1902 – Novara, 10 gennaio 1985) è stato un giornalista, scrittore e politico italiano.

## Biografia

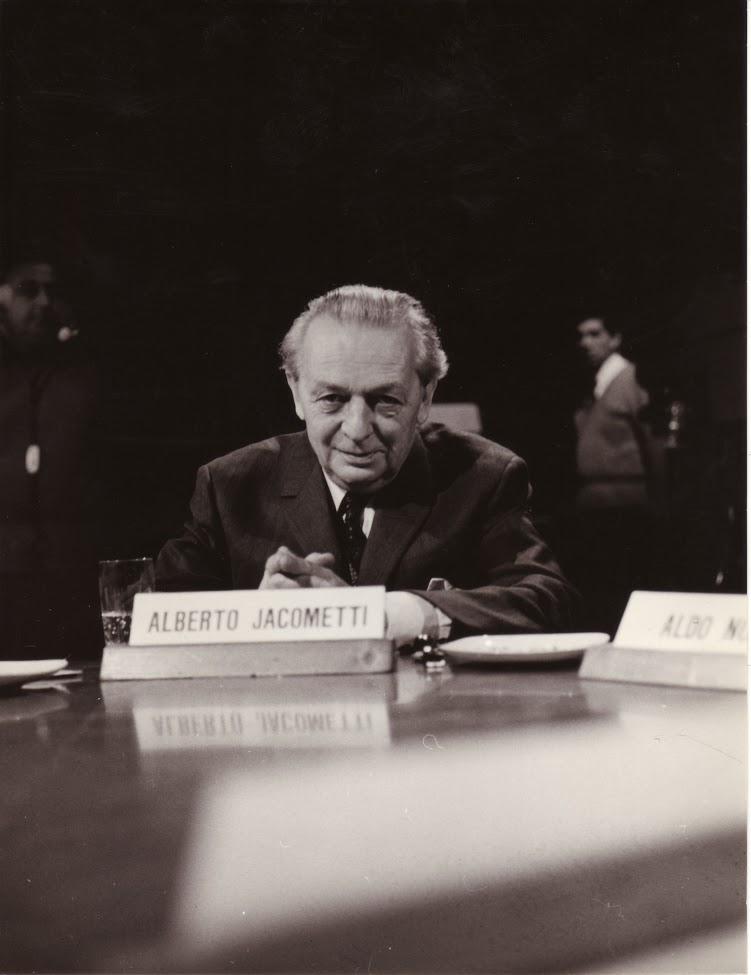
Alberto Jacometti in tv, negli anni della maturità in una tribuna elettorale

Giovanissimo aderì al socialismo, cui era venuto a contatto grazie all'opera di Tolstoj. Lavorò come volontario presso il municipio di Novara tra il 1919 e il 1921 e contemporaneamente collaborò alla scrittura di articoli per il giornale socialista Il Lavoratore.
Nel 1922 fondò la rivista Vita Nova di cui venne prodotta una sola edizione, successivamente pubblicò il suo primo romanzo Fango nel sole nel 1923 presso la casa editrice bolognese Cappelli, infine nel 1924 chiese al sindaco Giuseppe Bonfantini l'adesione al Partito Socialista Unitario.
Sempre nel 1924 si laureò in agraria ma, dopo l'omicidio di Giacomo Matteotti, raccolse attorno a sé un gruppo di studenti e lavoratori, e pubblicò il foglio clandestino Basta!.
In seguito, nel 1925 subì le prime violenze fasciste, che lo spinsero a lasciare l'Italia, e si recò quindi a Barcellona. Nel 1926 tornò in Italia, stabilendosi a Torino, ma in seguito ad ulteriori aggressioni, nel dicembre dello stesso anno si rifugiò a Parigi. Nel 1929 fu costretto a lasciare la Francia e a trasferirsi a Bruxelles, accompagnato da Genéviève Colette Clair, coinquilina a Parigi e sua futura moglie, dove rimase fino all'inizio della guerra, prendendo parte al partito socialista nazionale. Nel 1932 pubblicò il saggio "Italia Socialista", su "Problemi della rivoluzione italiana" una rivista figlia del giornale "L'iniziativa".
Collaboratore di Avanti!, nel 1937 combatté come volontario nella guerra civile spagnola dalla parte della Repubblica: arrestato dai nazisti nel 1940, fu estradato in Italia e costretto al confino nel 1941, da scontare a Ventotene. Il 25 marzo 1941 Alberto Jacometti mise piede sull’isola, dove rimase sino alla caduta del fascismo, nell’estate 1943, quando – con un viaggio avventuroso – rientrò a Novara, dove riallacciò i rapporti con i compagni di partito e fu tra i primi componenti del Comitato di Liberazione Nazionale della provincia, che si costituì ad Arona nelle prime settimane della Resistenza; nei venti mesi da partigiano tra le file delle Brigate Matteotti ebbe il nome di battaglia di Andrea.

## L'Iniziativa

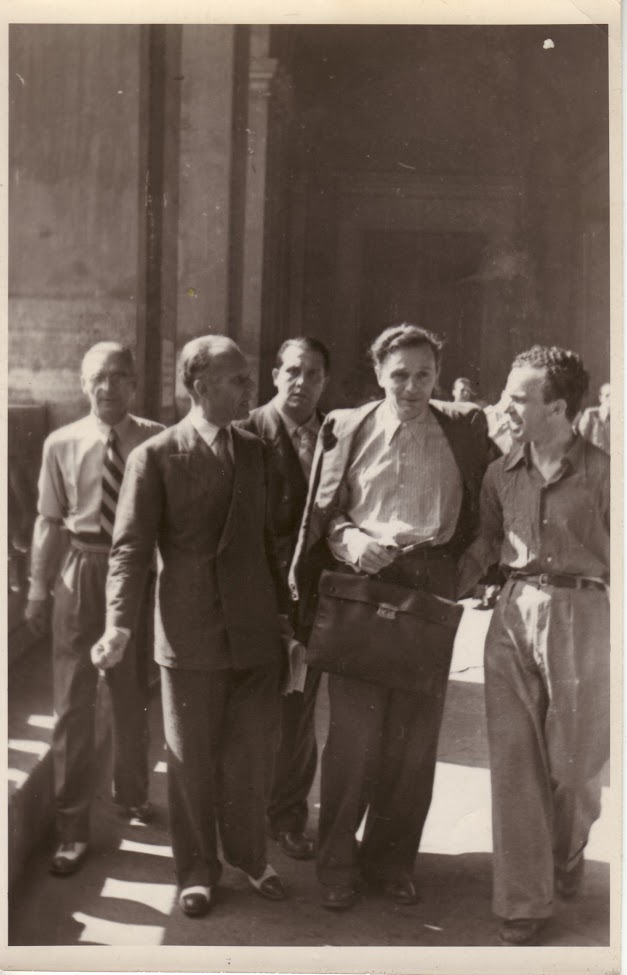
Foto raffigurante Alberto Jacometti con Petrini

Nel 1928 Jacometti con il suo spirito d’iniziativa e ottomila franchi concessigli da Ugo Porzio Giovanola fonda L’Iniziativa, una rivista di otto pagine al modesto prezzo di cinquanta centesimi che aveva lo scopo di parlare, suggerire e proporre idee rivoluzionarie ai propri lettori. Si pone anche come terreno neutro per l’incontro e confronto tra socialisti, anarchici e repubblicani; a dirigerla infatti con Jacometti vi sono Camillo Berneri e Silvio Schettini, mentre tra i maggiori sostenitori e collaboratori vi sono Fernando Schiavetti, Mario Bergamo e Francesco Chiodini. Secondo Jacometti, come scrive nel secondo numero della sua rivista, il nemico ora è uno e trino: “grande borghesia, fascismo, monarchia” e l’arma per difendersene e combatterla è una sola, la rivoluzione; una rivoluzione che non aspetta ma si prepara, come lui stesso stava facendo grazie alla rivista. Quando se ne presenta la necessità non teme di denunciare addirittura gli “ozi di Parigi” in cui la delegazione italiana all’Internazionale operaia e socialista mancherebbe di portare all’assise internazionale socialista una chiara denuncia del fascismo che per Jacometti non è più una peculiarità italiana ma una vera minaccia per l’intera Europa. Secondo Jacometti ed i suoi collaboratori le istituzioni antifasciste in Italia e all’estero non sono degli strumenti efficaci per affrontare il fascismo: Nel fuoriuscitismo italiano di Parigi si parla e si disquisisce troppo ma non si agisce, mentre in Italia organizzazioni come ad esempio la Concentrazione d'azione antifascista e la ricostituita CGIL sono troppo egemonizzate.
All’azione diretta in Italia, a un superamento delle divisioni della diaspora socialista, a un rinnovato rapporto con il comunismo, al considerare il fascismo in termini internazionali ed europei e non più come un affare interno italiano, fa riscontro l’idea di una nuova e inedita alleanza fra proletariato e piccola borghesia, una idea che nel gruppo della rivista viene postulata dal repubblicano eretico Fernando Schiavetti. La rivista nel quadro politico socialista non trova molto spazio, soprattutto con contendenti come il fuoriuscitismo, tuttavia da un contributo non secondario e che dimostra come il gruppo della rivista sia in anticipo sui tempi ancora rimasti al “prima” del fascismo, cercando dei colpevoli e dei meritevoli; senza in realtà pensare concretamente a cosa fare per combatterlo nell’attualità, tanto meno a come reagire dopo la caduta del regime. Negli anni trenta il fascismo era una questione europea da affrontare comunitariamente, non è un caso infatti che il gruppo della rivista abbia partecipato alla guerra civile in Spagna, conseguendo le sue perdite (Libero Battistelli, caduto sul fronte e Camillo Berneri assassinato da sicari stalinisti a Barcellona) Anche lo stesso Jacometti condurrà alcune missioni della guerra civile e racconterà la tragica dipartita dei suoi amici, dichiarando: “per la Spagna e per qualche cosa che va al di là della Spagna”.
In seguito a una crisi finanziaria successiva alla pubblicazione di pochi numeri il giornale inizia la sua decaduta, soprattutto per colpa di spie e infiltrati del regime. Un nome su tutti è quello di Ermanno Menapace, provocatore e spia fascista, che per guadagnarsi la fiducia degli antifascisti fa arrestare alcuni suoi compagni della rete fascista che si estende fra Parigi e Bruxelles e conquista così la fiducia di Camillo Berneri. Grazie a questa posizione di favore, fa pubblicare successivamente su L’Iniziativa liste di presunti agenti e provocatori fascisti, cosa che getta nella confusione l’antifascismo parigino.

## Dopoguerra

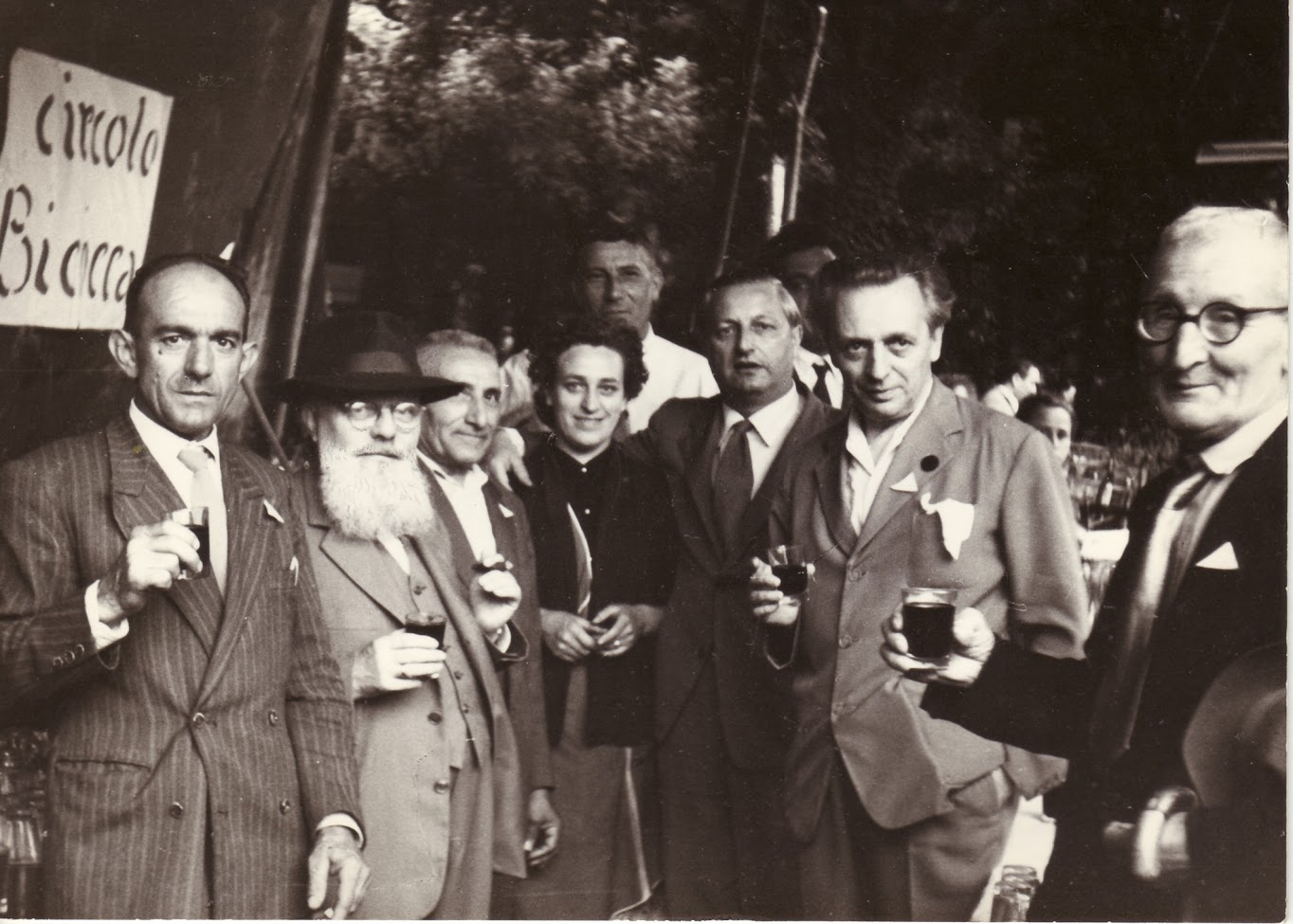
Immagine raffigurante Jacometti con Sandro Bermani

Fu uno degli esponenti più in vista del Partito Socialista Italiano di Unità Proletaria - PSIUP e nel 1946 venne eletto deputato all'Assemblea Costituente.
Al congresso straordinario del Partito Socialista Italiano a Genova (27 giugno - 1º luglio 1948), che seguì alla sconfitta elettorale della coalizione social-comunista del Fronte Democratico Popolare ed al deludente risultato dei candidati del PSI, fu eletto, in quanto a capo della corrente autonomista insieme a Riccardo Lombardi, segretario nazionale del PSI, ma conservò la carica solo per un anno.
Nel 1950 divenne segretario provinciale del PSI a Novara e tornò alla Camera dei deputati nel 1953 per rimanervi fino al 1968.

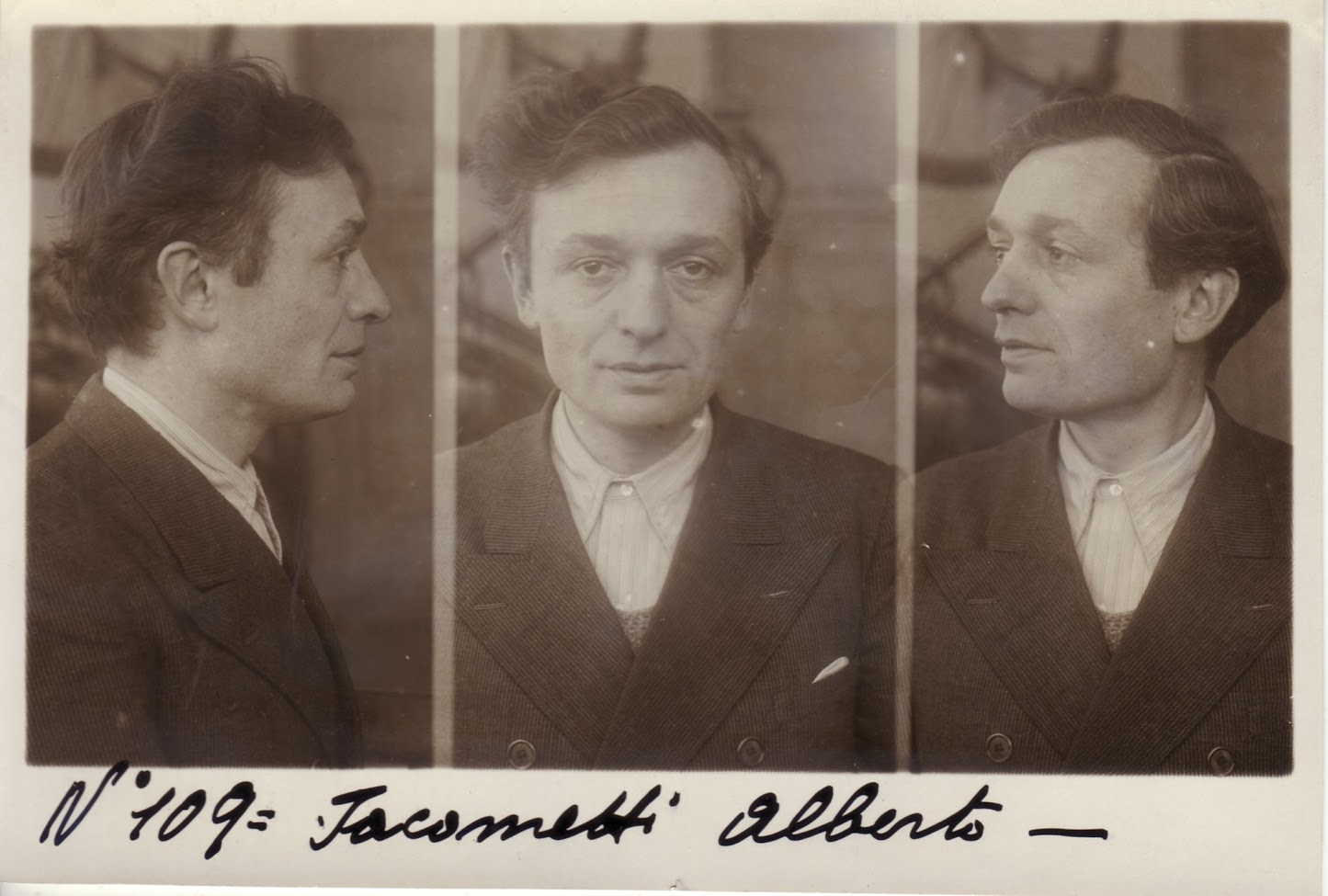
Foto segnaletica della polizia fascista negli anni in cui Jacometti era fuoriuscito dall’Italia.

Si interessò dell’associazionismo, dell’organizzazione del tempo libero, dei lavoratori e della società in generale e nel 1957 fondò l’ARCI.
Nel 1976 non fu completamente d'accordo con l'elezione di Bettino Craxi, ma non la ostacolò.
Morì nel 1985.
Presso l'Istituto storico della resistenza Piero Fornara è conservato un fondo archivistico su di lui.

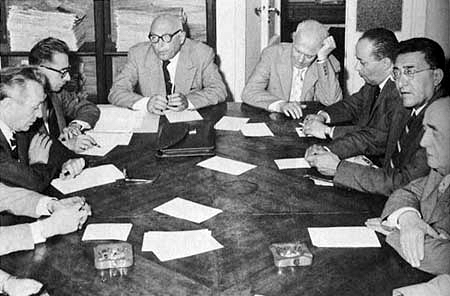
1960, Direzione PSI: da sinistra Achille Corona, Giovanni Pieraccini, Pietro Nenni, Sandro Pertini, Giacomo Brodolini, Riccardo Lombardi e Alberto Jacometti.